# Troupe (militaire)
Pour les articles homonymes, voir Troupe.

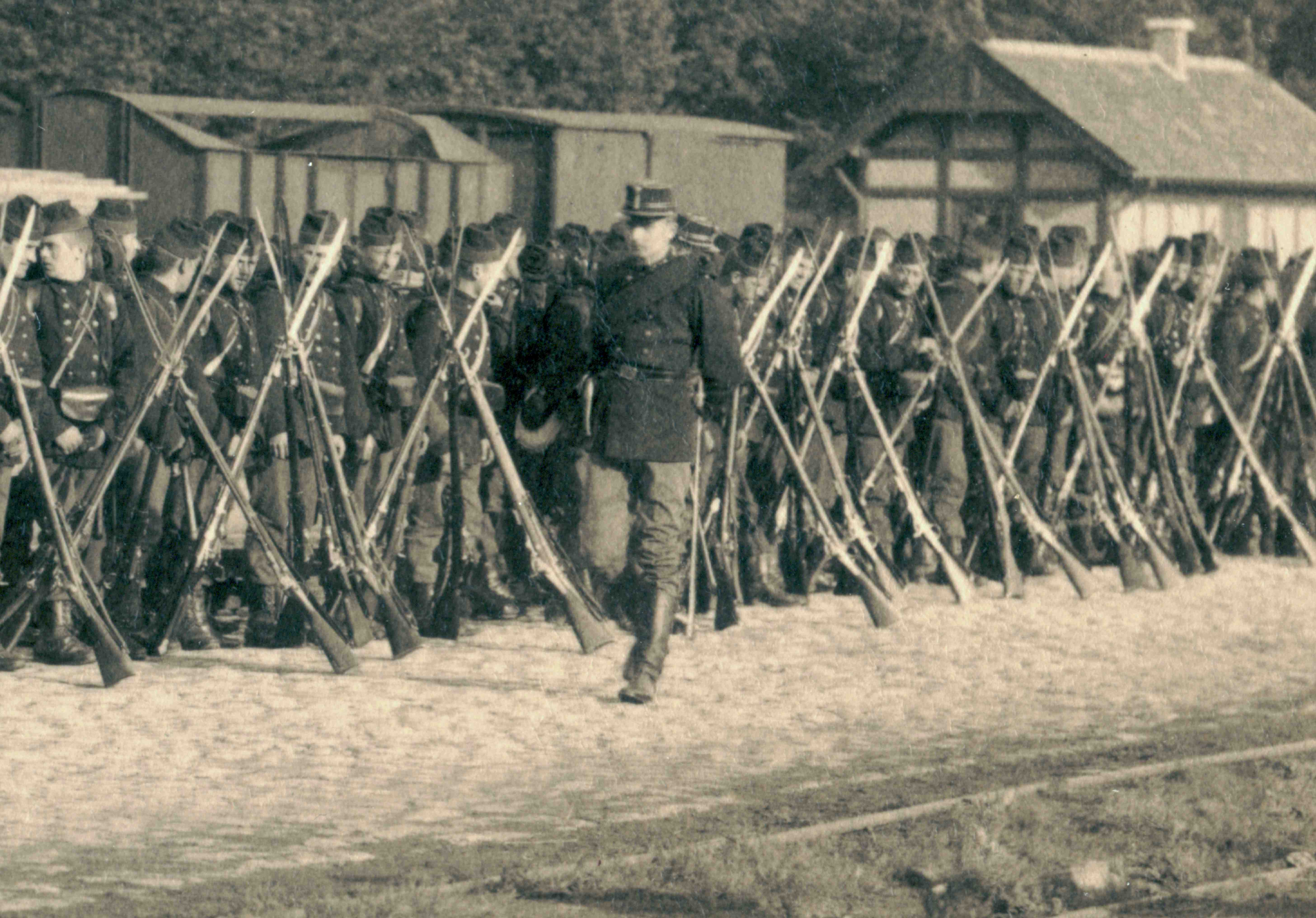
Le prince Baudouin embarque son régiment à Ypres (30 août 1890).

Une troupe est une unité militaire de petite taille. Originellement, la troupe était une petite force de cavalerie subordonnée à un escadron. Dans plusieurs armées, la troupe est l'équivalent d'une section ou d'un peloton. Cependant, pour la Royal Horse Artillery et la cavalerie des États-Unis d'Amérique, la troupe est l'équivalent d'une compagnie ou d'une batterie. L'expression « troupes » est aussi utilisée pour se référer aux soldats collectivement.

## Canada
Dans le Commandement de la Force terrestre des Forces canadiennes, la troupe est l'équivalent pour l'arme blindée et le génie de combat d'un peloton pour l'infanterie.